# 风吹楠
风吹楠（学名：[Horsfieldia glabra] 错误：{{Lang}}：文本有斜体标记（帮助）），为肉豆蔻科风吹楠属下的一个植物种。